# Dick Randolph
Richard L. Randolph (10 de abril de 1936) es  conocido como la primera persona elegida para un cargo partidista bajo la bandera del Partido Libertario con su elección a la Cámara de Representantes de Alaska en 1978. Fue reelegido en 1980 después de que Alaska aumentara considerablemente sus ingresos por el desarrollo del petróleo, Randolph abogó por la derogación de impuesto estatal sobre la renta. El esfuerzo fue exitoso, siendo Alaska uno de los dos únicos estados donde los residentes no pagan impuestos sobre la renta ni sobre las ventas, el otro estado es Nuevo Hampshire. También fue el candidato a gobernador del LP en 1982, obteniendo casi el 15% de los votos.

## Carrera Profesional
Dick Randolph nació en Salmon, Idaho y se graduó en el Idaho State College en 1960 con una licenciatura en educación. Se mudó a Alaska en ese mismo año para convertirse en maestro, y paso varos años haciéndolo en Valdez y South Naknek. Se mudó a Fairbanks en 1964 y fundó una agencia de seguros de State Farm, convirtiéndose en su principal agente de ventas en la nación en 1965. También se desempeñó como presidente estatal y vicepresidente nacional de los Jaycees antes de ingresar en la política.

## Política
Randolph fue elegido por primera vez a la Cámara de Representantes de Alaska en 1970 cómo Republicano. Fue reelegido en 1972 pero no buscó la reelección en 1974, probablemente en protesta por las leyes de información financiera que acababan de promulgarse. Varios compañeros legisladores, también trabajadores por cuenta propia, habían renunciado a la legislatura por esa misma época.
Dick Randolph se unió al Partido Libertario (LP) tras las Elecciones Presidenciales de 1976,  después de haber conocido a su candidato Roger MacBride durante uno de sus viajes de campaña a Alaska. Durante aproximadamente los siguientes ocho años, Randolph sería la cara pública del LP en Alaska.
Postulándose como Libertario en 1978 Randolph terminó quinto de 17 candidatos ocupando uno de los seis escaños de la Cámara de Representantes en el Distrito 20.
Fue reelegido en 1980, quedando primero entre 18 candidatos, con su compañero libertario Ken Fanning tomó el cuarto lugar y le dio al LP de Alaska dos de los seis asientos en el Distrito 20.
Cómo candidato libertario en las Elecciones para Gobernador de 1982, Randolph y su compañero de fórmula Donnis Thompson recibieron casi el 15% de los votos.